# Helophorus dracomontanus
Helophorus dracomontanus es una especie de escarabajo del género Helophorus, familia Hydrophilidae. Fue descrita científicamente por Angus en 2017.
Habita en China.